# Plana (Mondkrater)
Plana ist ein Einschlagkrater auf der nordöstlichen Mondvorderseite am südlichen Rand des Lacus Mortis. Östlich von ihm liegt der Krater Mason.
Plana ist stark erodiert und weist einen 1,04 km hohen Zentralberg auf. Das Kraterinnere ist relativ eben. Die Entstehungszeit wird der nektarischen Periode zugerechnet.
| Buchstabe | Position           | Durchmesser | Link |
| --------- | ------------------ | ----------- | ---- |
| C         | 42,77° N, 27,12° O | 14 km       |      |
| D         | 41,75° N, 26,16° O | 7 km        |      |
| E         | 40,54° N, 23,57° O | 6 km        |      |
| F         | 39,82° N, 23,98° O | 5 km        |      |
| G         | 39,05° N, 22,92° O | 9 km        |      |

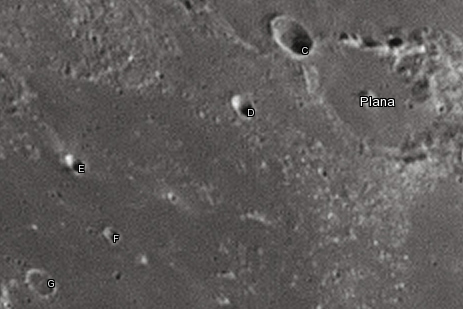
Plana mit seinen Nebenkratern

Der Krater wurde 1935 von der IAU nach dem italienischen Astronomen Giovanni Antonio Amedeo Plana offiziell benannt.